# Barrett (Minnesota)
Pour les articles homonymes, voir Barrett.
La ville américaine de Barrett est située dans le comté de Grant, dans l’État du Minnesota. Lors du recensement de 2010, sa population s’élevait à 415 habitants.